# Typhonium
Tifonijum (lat. Typhonium),  rod trajnica iz porodice kozlačevki, dio je tribusa Areae. Postoji 82 prizate vrste rasprostranjene na sjeveru od Mongolije na jug do tropske Azije i Australije
Vrsta Typhonium giganteum koja je često prebacivana u rodove Typhonium i Sauromatum, trenitno je opet klasificirana rodu sauromatum ili gušterov korijen kao Sauromatum giganteum.

## Vrste
1. Typhonium acetosella Gagnep.
2. Typhonium adnatum Hett. & Sookch.
3. Typhonium albidinervium C.Z.Tang & H.Li
4. Typhonium albispathum Bogner
5. Typhonium alismifolium F.Muell.
6. Typhonium angustilobum F.Muell.
7. Typhonium attapeuensis A.Galloway
8. Typhonium bachmaense V.D.Nguyen & Hett.
9. Typhonium baoshanense Z.L.Dao & H.Li
10. Typhonium blumei Nicolson & Sivad.
11. Typhonium bognerianum J.Murata & Sookch.
12. Typhonium brownii Schott
13. Typhonium bulbiferum Dalzell
14. Typhonium circinnatum Hett. & J.Mood
15. Typhonium cochleare A.Hay
16. Typhonium conchiforme Hett. & A.Galloway
17. Typhonium cordifolium S.Y.Hu
18. Typhonium corrugatum Hett. & Rybková
19. Typhonium digitatum Hett. & Sookch.
20. Typhonium dongnaiense Luu, Nguyen-Phi & H.T.Van
21. Typhonium echinulatum Hett. & Sookch.
22. Typhonium elatum H.Ara & M.A.Hassan
23. Typhonium eliosurum (F.Muell. ex Benth.) O.D.Evans
24. Typhonium filiforme Ridl.
25. Typhonium flagelliforme (G.Lodd.) Blume
26. Typhonium fultum Ridl.
27. Typhonium gagnepainii J.Murata & Sookch.
28. Typhonium gallowayi Hett. & Sookch.
29. Typhonium glaucum Hett. & Sookch.
30. Typhonium gracile Schott
31. Typhonium griseum Hett. & Sookch.
32. Typhonium hayatae Sriboonma & J.Murata
33. Typhonium huense Nguyen & Croat
34. Typhonium hunanense H.Li & Z.Q.Liu
35. Typhonium inopinatum Prain
36. Typhonium jinpingense Z.L.Wang, H.Li & F.H.Bian
37. Typhonium johnsonianum A.Hay & S.M.Taylor
38. Typhonium jonesii A.Hay
39. Typhonium khonkaenensis A.Galloway & Charoenwong
40. Typhonium laoticum Gagnep.
41. Typhonium liliifolium F.Muell. ex Schott
42. Typhonium lineare Hett. & V.D.Nguyen
43. Typhonium listeri Prain
44. Typhonium medusae Hett. & Sookch.
45. Typhonium mirabile (A.Hay) A.Hay
46. Typhonium muaklekense Sookch. & Maneean.
47. Typhonium neogracile J.Murata
48. Typhonium nudibaccatum A.Hay
49. Typhonium orbifolium Hett. & Sookch.
50. Typhonium pedatisectum Gage
51. Typhonium pedunculatum Hett. & Sookch.
52. Typhonium peltandroides A.Hay, M.D.Barrett & R.L.Barrett
53. Typhonium penicillatum V.D.Nguyen & Hett.
54. Typhonium pottingeri Prain
55. Typhonium praecox J.Murata
56. Typhonium praetermissum A.Hay
57. Typhonium pusillum Sookch., V.D.Nguyen & Hett.
58. Typhonium ramosum Hett.
59. Typhonium reflexum Hett. & Sookch.
60. Typhonium rhizomatosum A.Galloway & Petra Schmidt
61. Typhonium roxburghii Schott
62. Typhonium russell-smithii A.Hay
63. Typhonium sagaingense K.Z.Hein, Naive, Z.X.Ma & V.D.Nguyen
64. Typhonium sagittariifolium Gagnep.
65. Typhonium saraburiensis Sookch., Hett. & J.Murata
66. Typhonium sinhabaedyae Hett. & A.Galloway
67. Typhonium smitinandii Sookch. & J.Murata
68. Typhonium stigmatilobatum V.D.Nguyen
69. Typhonium subglobosum Hett. & Sookch.
70. Typhonium supraneeae A.Galloway, Petra Schmidt & Sinhab.
71. Typhonium taylorii A.Hay
72. Typhonium thatsonense Luu & H.T.Van
73. Typhonium trifoliatum F.T.Wang & H.S.Lo ex H.Li, Y.Shiao & S.L.Tseng
74. Typhonium trilobatum (L.) Schott
75. Typhonium tubispathum Hett. & A.Galloway
76. Typhonium varians Hett. & Sookch.
77. Typhonium vermiforme V.D.Nguyen & Croat
78. Typhonium violifolium Gagnep.
79. Typhonium viridispathum A.Galloway & Sinhab.
80. Typhonium watanabei J.Murata, Sookch. & Hett.
81. Typhonium weipanum A.Hay
82. Typhonium wilbertii A.Hay